# Bailey Rocks
Bailey Rocks är en kulle i Antarktis. Den ligger i Östantarktis. Australien gör anspråk på området.
Terrängen runt Bailey Rocks är platt åt sydväst, men österut är den kuperad. Havet är nära Bailey Rocks åt nordväst. Trakten är glest befolkad. Närmaste befolkade plats är Casey Station, 0,74 kilometer söder om Bailey Rocks. 